# Elisabeth Zwick
Elisabeth Zwick (* 20. März 1960 in Murnau (Landkreis Garmisch-Partenkirchen); † 4. Juli 2019 in München) war eine deutsche römisch-katholische Theologin, Philosophin, Pädagogin und Hochschullehrerin. Sie lehrte als apl. Professorin an der Fakultät für Philosophie und Pädagogik und der Katholisch-Theologischen Fakultät der Ludwig Maximilians-Universität München.

## Leben
Nach dem Abitur am Rhabanus-Maurus-Gymnasium in Sankt Ottilien studierte Elisabeth Zwick ab 1979 an der Ludwig-Maximilians-Universität München Katholische Theologie mit dem Abschluss Lic.theol. im Jahr 1985. Es folgte ein Promotionsstudium, das sie 1987 mit einer Arbeit über das Spannungsfeld von Trinität und Geschichte abschloss. Sie setzte ihr Studium an der Fakultät für Philosophie und Pädagogik der LMU fort und promovierte dort 1992 mit einer Arbeit über die Konstitution der Geschichtlichkeit anhand von Grundsatzfragen zur Möglichkeit eines Dialogs zwischen Sören Kierkegaard und Thomas von Aquin.
Im Jahr 2000 habilitierte sie sich mit einer Arbeit zu den Hauptströmungen des Mittelalters und leistete so einen Beitrag zur Neuverortung dieser Epoche im Kontext pädagogischer Forschung. Damit erwarb sie die venia legendi. 2010 wurde sie zur apl. Professorin der LMU ernannt. Im Sommersemester 2019 übernahm Elisabeth Zwick die Lehrstuhlvertretung für Religionspädagogik an der Katholisch-Theologischen Fakultät der LMU.

### Auszeichnungen
- Stipendien der Studienstiftung des Deutschen Volkes
- Habilitationsstipendium der LMU
- 2007 Fakultätspreis für gute Lehre der Fakultät für Fakultät für Philosophie und Pädagogik

## Werke (in Auswahl)

### Publikationen in Buchform
- Geschichte in Gott? Ein Versuch zur Begründung der Eigenwertigkeit von Geschichte: Eine Untersuchung über das Spannungsfeld von Trinität und Geschichte, (= Dissertationen. Theologische Reihe, Fundamentaltheologie und Dogmatik. Band 027), EOS-Verlag, St. Ottilien 1987, ISBN 978-3-88096-827-1.
- Der Mensch als personale Existenz: Entwürfe existentialer Anthropologie und ihre pädagogischen Implikationen bei Sören Kierkegaard und Thomas von Aquin. Eine Studie über die Konstitution der Geschichtlichkeit anhand von Grundfragen zur Möglichkeit eines Dialogs zwischen von Sören Kierkegaard und Thomas von Aquin (= Dissertationen. Philosophische Reihe, Band 9) EOS-Verlag, St. Ottilien, 1992, ISBN 978-3-88096-859-2.
- Natur und Schöpfung. „Schöpfung“: Bewahrung oder Zerstörung der Natur? Zur Rolle des Christentums aus systematischer und historischer Sicht (= Dissertationen. Philosophische Reihe, Band 011), EOS-Verlag, St. Ottilien 1993, ISBN 978-3-88096-861-5.
- Vormoderne oder Aufbruch in die Moderne? Studien zu Hauptströmungen des Mittelalters. Ein Beitrag zur Neuverortung der Epoche im Kontext pädagogischer Forschung (= Studien zur Geschichtsforschung des Mittelalters, Band 13), Verlag Dr. Kovac Hamburg 2001, ISBN 978-3-8300-0376-2.
- Spiegel der Zeit – Grundkurs Historische Pädagogik I: Antike: Griechenland – Ägypten – Rom – Judentum, Lit Verlag, Münster 2005, ISBN 978-3-8258-8304-1.
- Spiegel der Zeit – Grundkurs Historische Pädagogik II: Mittelalter, Lit Verlag, Münster 2006, ISBN 978-3-8258-9804-5.
- Spiegel der Zeit – Grundkurs Historische Pädagogik III: Renaissance bis Gegenwart, Lit Verlag, Münster 2009, ISBN 978-3-643-10269-0.
- (Hrsg.), Reform und Innovation, Beiträge pädagogischer Forschung (Reihe):
  - (Autorin), Gesundheitspädagogik. Wege zur Konstituierung einer erziehungswissenschaftlichen Teildisziplin (= Reform und Innovation, Beiträge pädagogischer Forschung, Band 1), Lit Verlag, Münster 2004, ISBN 3-8258-7442-7.
  - (Hrsg.) mit Elke Heinzelmann, Die ethische Notwendigkeit eines erweiterten Blickes: eine Analyse gegenwärtiger Diskussionen im deutschsprachigen Raum über den „weiblichen“ Menschen unter Berücksichtigung der historischen Dimension (= Reform und Innovation, Beiträge pädagogischer Forschung, Band 24),  Lit 2013, ISBN 978-3-643-12029-8
  - (Hrsg.), Pädagogik als Dialog der Kulturen: Grundlagen und Diskursfelder der interkulturellen Pädagogik (= Reform und Innovation, Beiträge pädagogischer Forschung, Band 11) Lit Verlag, Münster 2009, ISBN 978-3-643-10294-2.
  - (Hrsg.) mit Albert Ziegler (Hrsg.), Theoretische Perspektiven der modernen Pädagogik (= Reform und Innovation, Beiträge pädagogischer Forschung, Band 26) Lit Verlag, Münster 2014, ISBN 978-3-643-12527-9.
  - (Hrsg.), mit Matthias Steindl (Autor), Erkennen durch Zeichen?: Semiotik und Erkenntnislehre in Augustinus’ „De magistro“. ISBN 978-3-643-12668-9.
- Silvia Kiening-Solana, Kindertheologie. Spiegel intellektueller Potenziale von Kindern und Weg interreligiösen Lernens (= Reform und Innovation, Beiträge pädagogischer Forschung, Band 29), Lit Verlag, Berlin (u. a.) 2014, 2016, ISBN 978-3-643-90815-5.
- Reihe Forschung und Wissenschaft:
  - Vom Individuum aus. Die Integration des fühlenden Individuums in die Pädagogik. Eine geschichtlich reflektierende Suche innerhalb des abendländischen Raumes im Hinblick auf die Begegnung und Weiterentwicklung einer ethisch fundierten Gefühlsbildung (= Theologie: Forschung und Wissenschaft, Band 30), Lit Verlag, Berlin (u. a.) 2016, ISBN 978-3-643-13549-0.
  - Bernd Ziegler, Eine globale experimentelle Moralerziehung. Studie zur Applizierbarkeit von Dietrich Benners moralpädagogischen Überlegungen auf das Globale Lernen. (= Theologie: Forschung und Wissenschaft, Band 31), Lit Verlag, Berlin (u. a.) 2019, ISBN 978-3-643-14372-3.
  - Robert-Josip Mitrovic (Autor), Niklas Luhmanns systemtheoretische Analysen des Erziehungssystems Rekonstruktion und pädagogische Kritik (= Theologie: Forschung und Wissenschaft, Band 32), Lit Verlag, Berlin (u. a.) 2019, ISBN 978-3-643-14395-2.
- (Hrsg.) mit Norbert Johannes Hofmann (Hrsg.), Dialog der Religionen: Eine interdisziplinäre Annäherung (= Theologie: Forschung und Wissenschaft, Band 35), Lit Verlag, Berlin (u. a.) 2013, ISBN 978-3-643-11657-4.
- (Hrsg.) mit Jochen Sautermeister (Hrsg.), Religion und Bildung: Antipoden oder Weggefährten?: Diskurse aus historischer, systematischer und praktischer Sicht, Verlag Ferdinand Schöningh, Paderborn 2019, ISBN 978-3-506-78595-4.

### Beiträge in Sammelwerken
- Körper und Seele: Dualität oder Einheit? Überlegungen aus historischer Sicht, in: Georg Hörmann (Hrsg.) Pädagogische Anthropologie zwischen Lebenswissenschaften und normativer Deregulierung, Schneider-Verlag, Hohengehren-Baltmannsweiler 2003, ISBN 3-89676-646-5, 133–150.
- Gesundheit im Kontext: Grundfragen, Grundlagen und Handlungsfelder der Gesundheitspädagogik, in: Ilona Biendarra (Hrsg.), Gesundheit – Gesundheiten?, Königshausen & Neumann, Würzburg 2009, 531–548.
- In sich anders? Facetten der Thematisierung von Religion. Präliminarien zu Rahmenbedingungen eines Dialogs der Religionen, in: Elisabeth Zwick (Hrsg.), Dialog der Religionen, Berlin (u. a.) 2013, S. 187–216.
- Religion als Antwort: Ansätze zur Strukturierung des Beziehungsfeldes von Religion und Bildung, in: Elisabeth Zwick (Hrsg.), Jochen Sautermeister (Hrsg.), Religion und Bildung: Antipoden oder Weggefährten?, Paderborn 2019, ISBN 978-3-506-78595-4, S. 199–216.
- (Autorin), Stefan Owandner (Mitarbeit), Bildungsgerechtigkeit: Maßstab ohne Maß? Überlegungen zu einer Kriteriologie aus philosophisch-theologischer Sicht, in: Thomas Eckert (Hrsg.), Burkhard Gniewosz (Hrsg.),Bildungsgerechtigkeit, Springer VS, Wiesbaden 2017, ISBN 978-3-658-15003-7, S. 3–16.